# Automatisk databehandling
För andra betydelser, se ADB.
Automatisk databehandling (ADB) var från slutet av 1950-talet och fram till slutet av 1980-talet en populär svensk benämning för det som idag är känt som informationsteknik (IT) eller informations- och kommunikationsteknik (IKT).
Ofta utlästes ADB som administrativ databehandling (i motsats till teknisk databehandling TDB och numerisk analys) och enligt Svenska datatermgruppen kan förkortningen idag ha båda betydelserna.
Begreppet ADB-system har idag kommit att ersättas av affärssystem eller back office.
ADB-system är en av fyra megatrender enligt Christopher Hoods teori om New public management. Offentlig förvaltning började från 1990-talet ta till sig privata marknadslösningar och ADB-system är en del av den automatisering som setts hos det offentliga.